# Asticta lilacina
Asticta lilacina là một loài bướm đêm trong họ Erebidae.